# Fábrica textil Bandera Roja

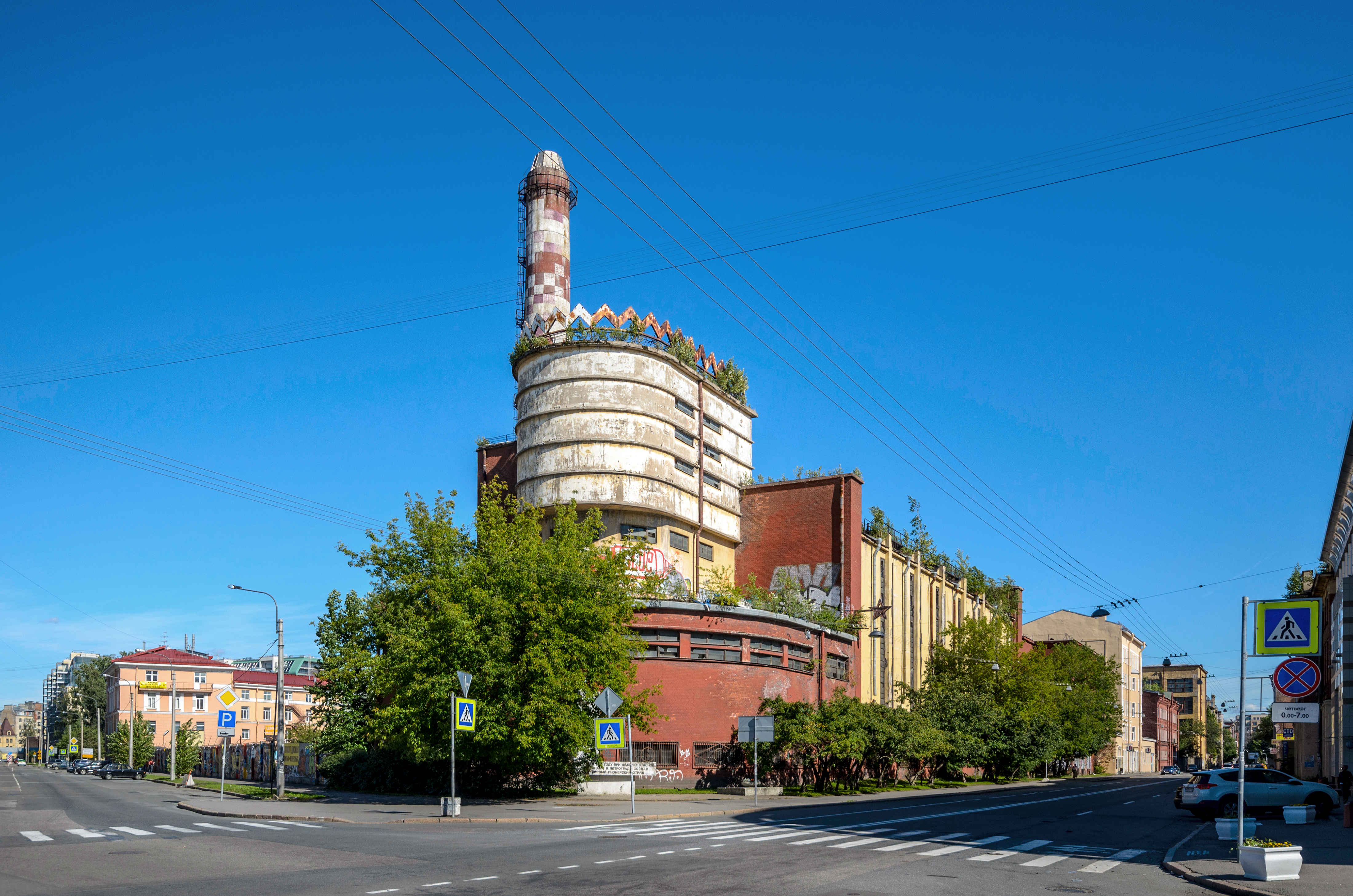
Central eléctrica de la fábrica. Vista actual (agosto de 2015).

La fábrica textil Bandera Roja (en ruso: Трикотажная фабрика «Красное Знамя»; trikotazhnaya fabrika "Krasnoye Znamya") es una antigua fábrica situada en Leningrado (ahora San Petersburgo, en Pionerskaya Ulitsa 53 (calle Pioneros)), diseñada por Erich Mendelsohn y más tarde en parte rediseñada por S. O. Ovsyannikov, E. A. Tretyakov y Pretreaus Hyppolit (arquitecto jefe del proyecto). La fábrica fue construida entre 1926 y 1937.
Mendelsohn fue el primer arquitecto extranjero que fue llamado en 1925 para diseñar en la URSS, sobre la base de su dinámica y futurística arquitectura expresionista. Mendelsohn hizo una maqueta para una gran fábrica, similar aunque más funcionalista en apariencia que su fábrica de sombrero de Luckenwalde, inspirándose en la arquitectura constructivista del país a partir de lo cual escribió un trabajo titulado Russland-Europa-Amerika  [Rusia-Europa-América, 1928]. Mendelsohn realizó varios viajes a la URSS durante su construcción. Sin embargo, las técnicas de construcción primitiva de la época eran insuficientes para realizar la estructura en su totalidad, y la obra no se ajustó de pleno al diseño de Mendelsohn.
Mendelsohn sólo participó en la primera etapa del proyecto entre 1925-1926. Dibujó un plano inicial (modificada posteriormente) de la fábrica y diseñó la central eléctrica de la fábrica, reconocido oficialmente como objeto del patrimonio histórico y cultural de Rusia (construido en 1926). Los otros edificios fueron terminados por S. O. Ovsyannikov, E. A. Tretiakov e Hyppolit Pretreaus entre 1926 y 1928 y entre 1934 y 1937. 
Actualmente todo el complejo de edificios de esta fábrica está incluido en la lista de objetos del patrimonio histórico y cultural, emitida por el gobierno de San Petersburgo en 2001 (con adiciones de 2006).
Mendelsohn repudió el edificio después de su finalización en 1926, a pesar de que frecuentemente hizo uso de la maqueta como ejemplo de su enfoque respecto de la arquitectura industrial. 
Actualmente la fábrica está aún parcialmente en uso como espacio de almacenamiento.